# Inés del Río
Inés del Rio Prada (Tafalla, Navarra, 2 de setembro de 1958) é uma terrorista espanhola, membro da organização terrorista Euskadi Ta Askatasuna (ETA). Pertencente ao comando Madri e autora de 24 assassinatos, foi detida em Saragoça em julho de 1987 e condenada a 3 828 anos de prisão.
Julgada com o Código Penal de 1973, a sua saída da prisão estava previsto para 2008 mas o aplicativo retroactiva da doutrina Parot pospôs a sua saída em liberdade até 2017. Ante esta situação, Inés del Rio recorreu da decisão da sua condenação aos tribunais Supremo e Constitucional, que recusaram os seus recursos. Del Rio e os seus advogados apelaram em última instância ao Tribunal Europeu de Direitos Humanos, que se pronunciou de maneira definitiva a 21 de outubro de 2013 falhando a favor de Inés del Rio e ordenando sua saída em liberdade de maneira imediata, algo que ocorreu no dia seguinte.